# Castello d'Argile
Castello d'Argile är en ort och kommun i storstadsregionen Bologna, innan 2015 i provinsen Bologna, i regionen Emilia-Romagna i Italien. Kommunen hade 6 546 invånare (2018).